# Statue de Bertrand du Guesclin (Caen)
Vous lisez un « bon article » labellisé en 2025.
Pour les articles homonymes, voir statue de Bertrand du Guesclin.
La statue dite de du Guesclin, ou originairement Un compagnon de Duguesclin à Cocherel : B. Goyer de Matignon, est une statue équestre située à Caen, dans le département normand du Calvados, en France. Réalisée par Arthur Le Duc dans les années 1910, elle représente un chevalier sur sa monture, identifié au moins depuis les années 1920 comme étant Bertrand du Guesclin. Le sculpteur, connu pour son talent de sculpteur animalier, offre ici une œuvre célébrant le cheval et le mouvement, dans une reconstitution soignée d'une scène du Moyen Âge, période de prédilection d'Arthur Le Duc.

## Localisation
La statue équestre se trouve à la limite nord du centre-ville ancien de Caen. Elle est située sur la place Saint-Martin, dans l'axe de la rue Saint-Manvieu (qui permet des vues sur l'église Saint-Étienne) et des fossés Saint-Julien,,,.

## Histoire
La statue est présentée par Arthur Le Duc au Salon des artistes français de 1912 sous forme de plâtre. Elle est alors nommée Un compagnon de Duguesclin à Cocherel : B. Goyer [sic] de Matignon. La statue représente Bertrand II de Goyon, seigneur de Matignon. Porte-bannière du connétable Bertrand du Guesclin, il est présent à la bataille de Cocherel qui a lieu en 1364. En 1914, une nouvelle version en bronze est présentée. La statue est fondue par René Fulda,.
À la mort de l'artiste, survenue en février 1918, la statue est conservée dans son atelier. Le 26 mars 1920, sa veuve offre la statue au département du Calvados, dont l'artiste a été conseiller général, pour qu'elle soit installée dans la ville de Caen. À la demande de la donatrice, il est décidé dans un premier temps de l'installer devant l'hôtel de préfecture du Calvados, place Gambetta,. Mais lors du conseil municipal du 30 avril 1920, la municipalité met à disposition du département un terrain à titre gracieux sur la place Saint-Martin, dans l'axe des fossés Saint-Julien et de la rue Saint-Manvieu ; elle vote également une subvention pour participer à l'érection du monument. Lors du conseil municipal d'avril 1921, la municipalité réitère sa préférence pour une installation place Saint-Martin,. La statue est orientée de sorte que le personnage tourne le dos à l'abbaye aux Hommes et le regard vers le château de Caen. De ce fait, « le cavalier, se détachant des flèches de Saint-Étienne, semble depuis 1921 rejoindre le château ». André Guillemin-Tarayre, architecte du département, est chargé de réaliser le piédestal qui est prêt en juillet 1921. La statue est transportée depuis la place Gambetta pour être installée sur le socle le 28 août 1921. 
En 1923, André Guillemin-Tarayre propose de reprendre le titre de 1912, mais la veuve d'Arthur Le Duc refuse, malgré l'évidence. Les armoiries au lion rampant des Goyon de Matignon (à la place de l'aigle à  deux têtes barrée de la famille du Guesclin) se devinent sur le surcot du cavalier et le visage du même cavalier est manifestement différent de celui, bien connu, du connétable du Guesclin[réf. nécessaire]. Cependant l'identification au connétable (et non à son compagnon Bertrand II de Goüyon de Matignon) est officiellement gravée sur le piédestal en 1925,. Bertrand du Guesclin, noble breton né en 1320, est armé chevalier par le roi de France Charles V. Il se bat contre les Anglais en Bretagne, en Normandie et dans le Maine. Ayant eu un rôle décisif dans le rétablissement de l'autorité royale en Normandie notamment, il est nommé connétable en 1370. Quelque temps après, il est accueilli en héros par les Caennais qui lui offrent des fêtes splendides huit jours durant,. 
Le déboulonnement et la fonte de la statue sont envisagés sous le régime de Vichy, dans le cadre de la mobilisation des métaux non ferreux. Elle est retirée de la liste des statues en bronze sacrifiées, car elle présente un intérêt tant artistique qu'historique. La statue de Guillaume le Conquérant à Falaise, de Louis Rochet, et le monument commémoratif de la bataille de Formigny, également d'Arthur Le Duc, sont sauvés pour les mêmes raisons.
Le 7 décembre 2010, la statue est retirée de son piédestal et envoyée à Périgueux pour restauration. Le système de fixation de la statue sur son socle est remplacé et consolidé. Elle est réinstallée sur son piédestal le 6 avril 2011.

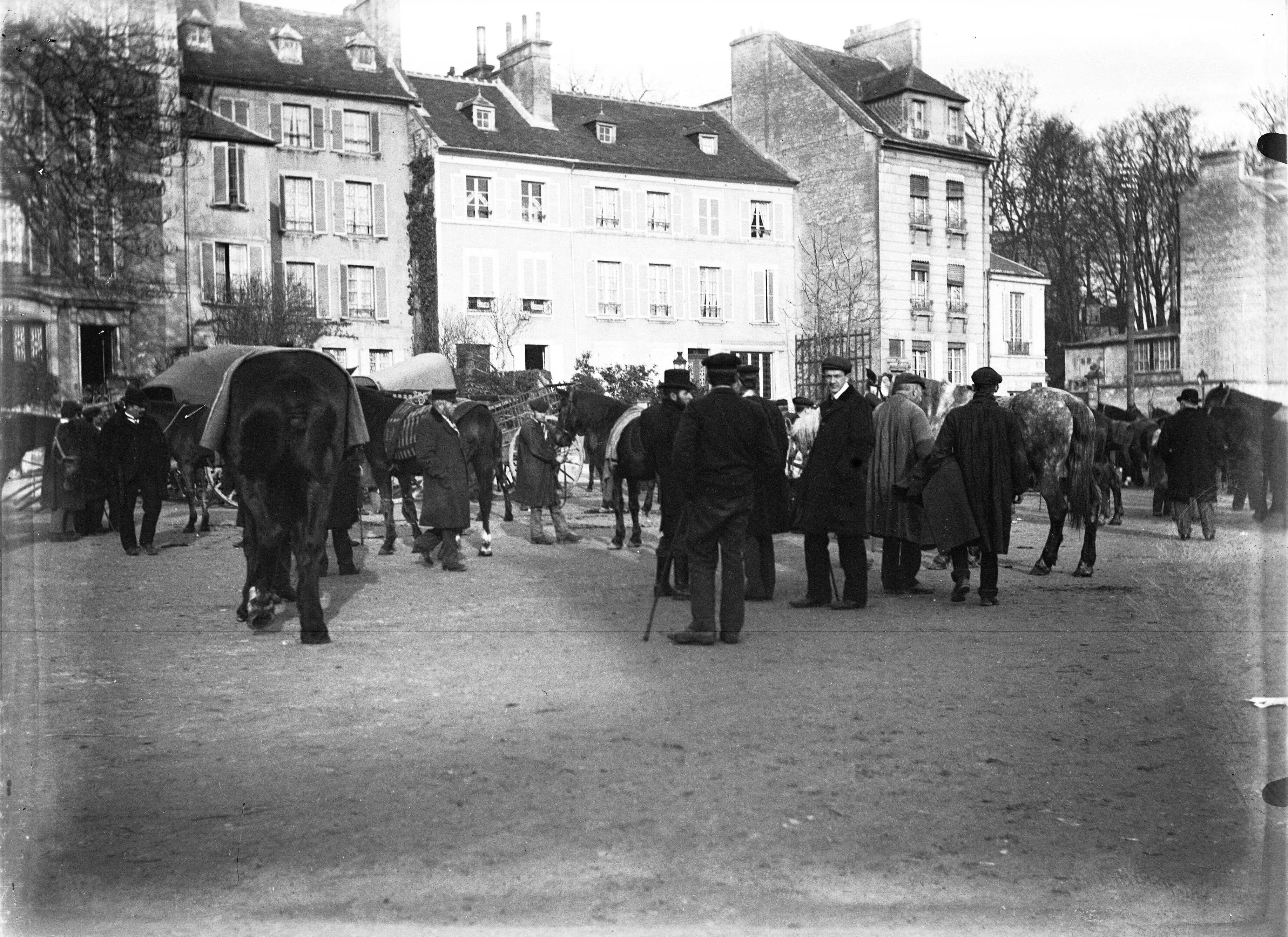
La place Saint-Martin à la fin du XIXe siècle, avant l'installation du monument.
Le monument entouré de baraquements provisoires après la Seconde Guerre mondiale.

## Protection
La statue, dite « de Duguesclin », et son socle font l'objet d'une inscription au titre des monuments historiques depuis le 18 août 2006. Le même jour, la statue de Louis XIV, située sur la place Saint-Sauveur, est également inscrite.

## Description
Le monument est une statue de bronze. Son piédestal, d’un volume de 80 m3, est réalisé en béton avec un parement en granit breton,. La face principale du piédestal (côté nord-est, vers les fossés Saint-Julien) porte l’inscription :
| LE CONNETABLE BERTRAND DU GUESCLIN ARTHUR J LE DUC SCULPTEUR 1848-1918 |

Un grand soin est apporté par Arthur Le Duc dans le traitement du mouvement du vêtement, de l'armure et surtout du cheval. « Plus qu'un hommage à un héros, le monument se révèle une célébration du cheval et du mouvement, dans une reconstitution d'une scène du Moyen Âge, période de prédilection de l'artiste. »
Le chevalier porte une tenue militaire du dernier tiers du XIVe siècle. La tête est protégée par un bassinet avec mézail dit « à bec de passereaux », recouvrant un camail en anneaux de métal. Le reste du corps est protégé par une armure de plates. Le haut est constitué d'épaulières, de brassards, de cubitières à ailette, de canons d'avant-bras et de gantelets. Par dessus l'armure, le chevalier porte un surcot avec des armoiries sur lesquelles on devine un lion rampant, correspondant au blason des Goyon de Matignon. La partie basse est constituée de cuissots, genouillères, grèves pour les jambes et solerets terminés en pointe pour les pieds. « Refusant le lisse, le sculpteur exploite la ductilité du bronze pour faire vibrer la matière au moyen de mille détails. »
Formé par Antoine-Louis Barye, qui a été son professeur d'anatomie animale au Muséum national d'histoire naturelle, Arthur Le Duc est connu pour son talent de sculpteur animalier. S'inspirant des travaux de zoopraxographie d'Eadweard Muybridge et de chronophotographie d'Étienne-Jules Marey, le sculpteur reproduit avec légèreté un galop rapide, avec son allure naturelle à quatre temps. Le cheval est présenté lors de la première phase d'un galop à droite. Seule sa patte postérieure gauche, sa jambe d'appui, est posée au sol. Afin de garantir la stabilité de l’ensemble, le sculpteur a dû trouver un second point d'appui. Il a donc ajouté une bannière tombée au sol et que l'animal foule de sa patte droite. « Tout dans ce groupe concourt à traduire la vitesse : l'équilibre horizontal du cheval, la nuque ouverte, la tête tendue en avant, les oreilles rabattues, la queue en panache. » La position du cavalier, à l’unisson de sa monture, participe aussi au mouvement. Dressé sur un troussequin relevé, le cavalier a les jambes tendues et les pieds, dont les pointes sont tournées vers le bas, chaussés à fond dans les étriers. 
Arthur Le Duc représente avec brio une scène de charge militaire censée se dérouler pendant la bataille de Cocherel. Confiant en l'animal, le chevalier a lâché les rênes pour se saisir de son épée en la sortant de son fourreau. Le dynamisme de la scène est ainsi accru par la torsion du buste du cavalier et les regards divergents de l'homme et de l'animal. « Magnifique représentation du mouvement, cette statue équestre constitue un défi à l’équilibre pour un art synonyme de stabilité. »

Côté gauche de la statue, en 2014 après restauration.
Côté droit de la statue.
La statue vue en contre-plongée.